# Leptocoris
Serinetha
Genre
Synonymes
- Serinetha Spinola, 1837
- Lygeomorphus Blanchard, 1840
- Pyrrhotes Westwood, 1840
- Tynotoma Amyot & Serville, 1843

Leptocoris est un genre d'insectes hémiptère de la famille des Rhopalidae et de la sous-famille des Serinethinae (punaises des Sapindales). 

## Description
Ces punaises sont de taille moyenne à grande (de 9 à 29 mm de long), de couleur jaune-brun à noir, avec des parties qui peuvent être rouges, et une pilosité blanc-jaune ou noire. La tête est large et courte, avec des ocelles et souvent une ligne médiane bien marquée. Des bourrelets sont présents en arrière des yeux. Les buccules (renflements le long de la base du rostre) sont courtes, identiques à celles de Boisea, alors qu'elles sont longues chez Jadera.  Le premier article des antennes est court et épaissi, et les trois suivants sont minces et allongés. Le rostre, de quatre articles atteint voire dépasse le thorax. Le pronotum trapézoïdal comprend sur son bord antérieur un collier séparé et plus étroit en arrière qu'en son milieu. En arrière de ce collier une ligne médiane surélevée traverse le pronotum. Le scutellum est en général triangulaire allongé, rarement à base plus large que longue. Les membranes (partie non sclérifiée des ailes antérieures) sont en général ombrées. Certaines espèces présentent des formes brachyptères. Un certain nombre de caractéristiques les distinguent de Boisea, notamment un aspect mat à semi-brillant, alors que Boisea est plus brillant, mais aussi la forme de la tête, plus large et plus courte, et du pronotum, et une forme du corps généralement plus allongée et fine. 

## Biologie
Comme les autres Serinethinae, les Leptocoris se nourrissent des graines ou autres partie de plantes de la famille des Sapindaceae. Ainsi, la dernière espèce découverte, L. ursulae, a été trouvée sur Cardiospermum grandiflorum, en compagnie de L. mutilatus et de L. teyrovskyi. L'espèce australienne Leptocoris tagalicus se nourrit et se reproduit sur une dizaine d'hôtes, mais principalement Atalaya hemiglauca, mais montre également une capacité à s'adapter à des espèces introduites, telles que le litchi (Litchi sinensis), le longane (Dimocarpus longan Lour.) et le ramboutan (Nephelium lappaceum L.), également de la famille des Sapindaceae, permettant également de contrôler la plante invasive,.  
D'autres familles sont également mentionnées comme plantes hôtes, telles que Mimosaceae, Moraceae, Polygonaceae, Solanaceae et Rutaceae.  
Certaines espèces peuvent former des regroupements, qui mêlent parfois des juvéniles et des adultes. 

## Répartition
La quarantaine d'espèces de ce genre est répartie dans toute l'Afrique, l'Asie du Sud et l'Océanie. Le genre serait originaire d'Afrique, où l'on trouve la plus grande diversité d'espèces du genre,. 

## Systématique
Le genre Leptocoris a été décrit et publié par Hahn en 1833, et a notamment comme synonyme Serinetha Spinola 1837, donné pour éviter la paronymie avec Leptocorisa (Alydidae), mais non reconnu. La date de 1831, qui figure sur certaines publications, est erronée.
L'espèce type mentionnée par Hahn est Leptocoris rufus, dont le type est perdu, et mentionnée par erreur du Brésil (p. 201). Un erratum signale qu'elle viendrait des îles Ratak, dans le Pacifique Sud. Il est admis que l'espèce type correspond dès lors à Leptocoris abdominalis Fabricius, 1803, par désignation subséquente,.
Ursula Göllner-Scheiding, dans sa révision du genre de 1980, considère deux groupes d'espèces. Le premier est le groupe principalement africain de Leptocoris hexophthalmus avec une trentaine d'espèces (les espèces africaines L. aethiops, affnis, albisoleatus, amictus, chavreuxi, cinnamomensis, griseiventris, hexophthalmus, intermedia, lata, mutilatus, nigrofasciatus, obscura, paramictus, productus, seidenstueckeri, stehliki, teyrovskyi et toricollis, ainsi que les espèces indomalaises augur, capitis, corniculatus, dispar, et minisculatus). Le second est celui de Leptocoris abdominalis, principalement indomalais, de l'Inde jusqu'aux îles du Pacifique avec une dizaine d'espèces (L. abdominalis, coxalis, insularis, isolatus, longiusculus, marquesensis, mitellatus, rufomarginatus, subrufescens, tagalicus et vicinus).
En 1910, G. W. Kirkaldy définit Boisea comme sous-genre de Leptocoris, mais en 1980, U. Göllner-Scheiding le sépare de Leptocoris et l'éleve au statut de genre à part entière.

### Liste des espèces
Selon  Species File (24 mai 2023), modifié à partir de Göllner-Scheiding, les espèces du genre sont les suivantes :
- Leptocoris abdominalis (Fabricius, 1803)
- Leptocoris aethiops (Distant, 1901)
- Leptocoris affinis Göllner-Scheiding, 1980
- Leptocoris albisoleatus (Bergroth, 1912)
- Leptocoris amictus Germar, 1838
- Leptocoris augur (Fabricius, 1781)
- Leptocoris bahram Kirkaldy, 1899
- Leptocoris capitis (Hsiao, 1963)
- Leptocoris chevreuxi (Noualhier, 1893)
- Leptocoris cinnamomensis Izzard, 1960
- Leptocoris corniculatus (Stål, 1867)
- Leptocoris coxalis (Kirby, 1891)
- Leptocoris dispar (Hsiao, 1963)
- Leptocoris fusca Göllner-Scheiding, 1992
- Leptocoris griseiventris (Westwood, 1842)
- Leptocoris hexophthalmus (Thunberg, 1784)
- Leptocoris insularis Kirkaldy, 1908
- Leptocoris intermedia (Distant, 1914)
- Leptocoris isolatus (Distant, 1914)
- Leptocoris lanuginosa (Lethierry, 1881)
- Leptocoris lata Göllner-Scheiding, 1980
- Leptocoris longiusculus (Walker, 1872)
- Leptocoris marquesensis Cheesman, 1926
- Leptocoris minusculus Blöte, 1934
- Leptocoris mitellatus Bergroth, 1916
- Leptocoris mutilatus (Gerstaecker, 1873)
- Leptocoris nigrofasciatus (Distant, 1914)
- Leptocoris obscura Göllner-Scheiding, 1980
- Leptocoris paramictus Göllner-Scheiding, 1980
- Leptocoris pectoralis Schouteden, 1948
- Leptocoris productus Göllner-Scheiding, 1980
- Leptocoris rufomarginatus (Fabricius, 1794)
- Leptocoris seidenstueckeri Göllner-Scheiding, 1980
- Leptocoris stehliki Göllner-Scheiding, 1980
- Leptocoris subrufescens (Kirby, 1888)
- Leptocoris tagalicus Burmeister, 1834
- Leptocoris teyrovskyi Göllner-Scheiding, 1980
- Leptocoris toricollis (Bergroth, 1893)
- Leptocoris ursulae Perreira, Carroll & Loye, 2012
- Leptocoris verticalis Göllner-Scheiding, 1980
- Leptocoris vicinus (Dallas, 1852)
- Leptocoris wagneri Göllner-Scheiding, 1980

Leptocoris rubrolineatus Barber, 1956 est parfois mentionné, sans qu'on sache s'il s'agit d'un synonyme de Boisea rubrolineata.

## Galerie

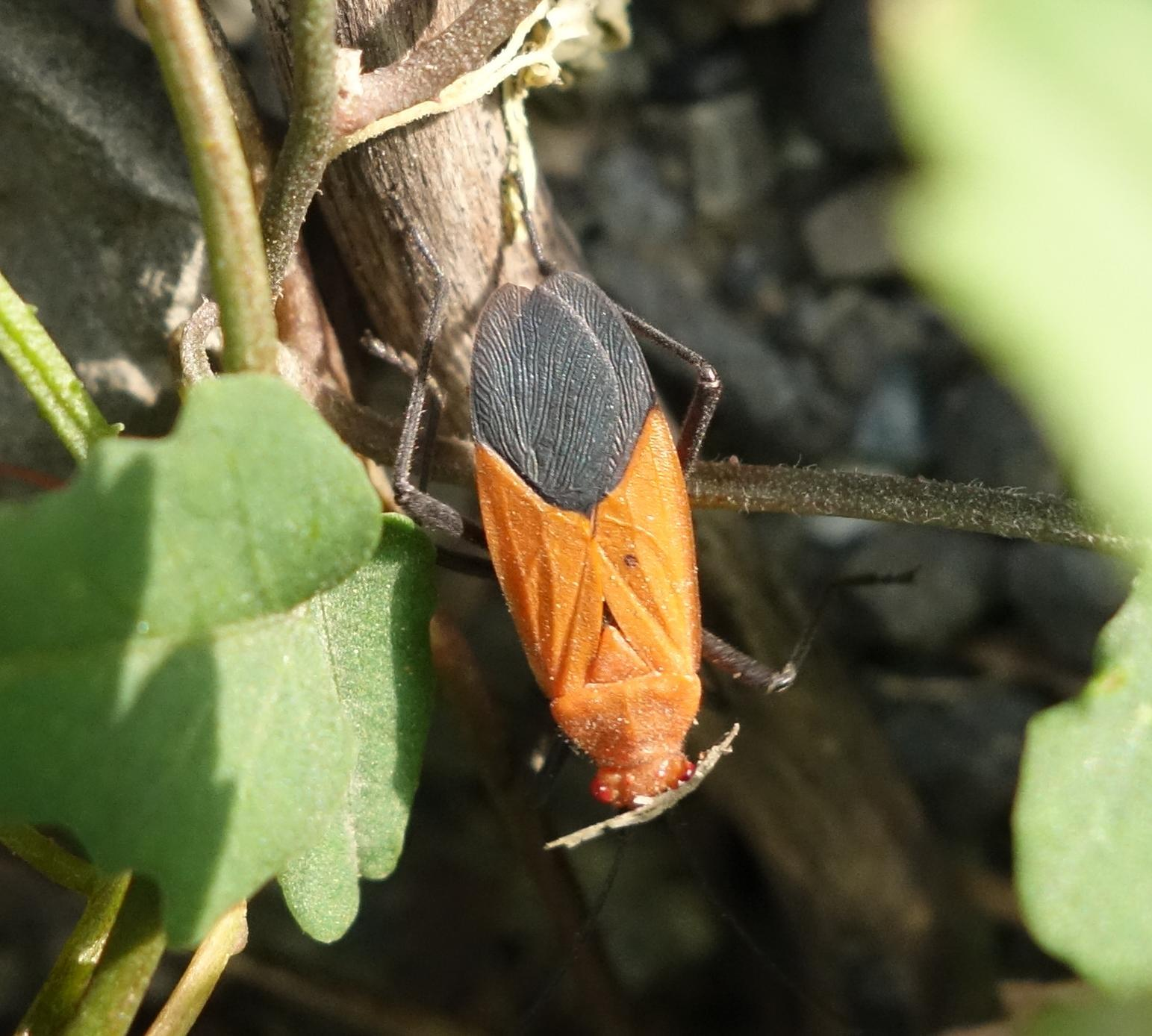
Leptocoris augur, Taïwan.
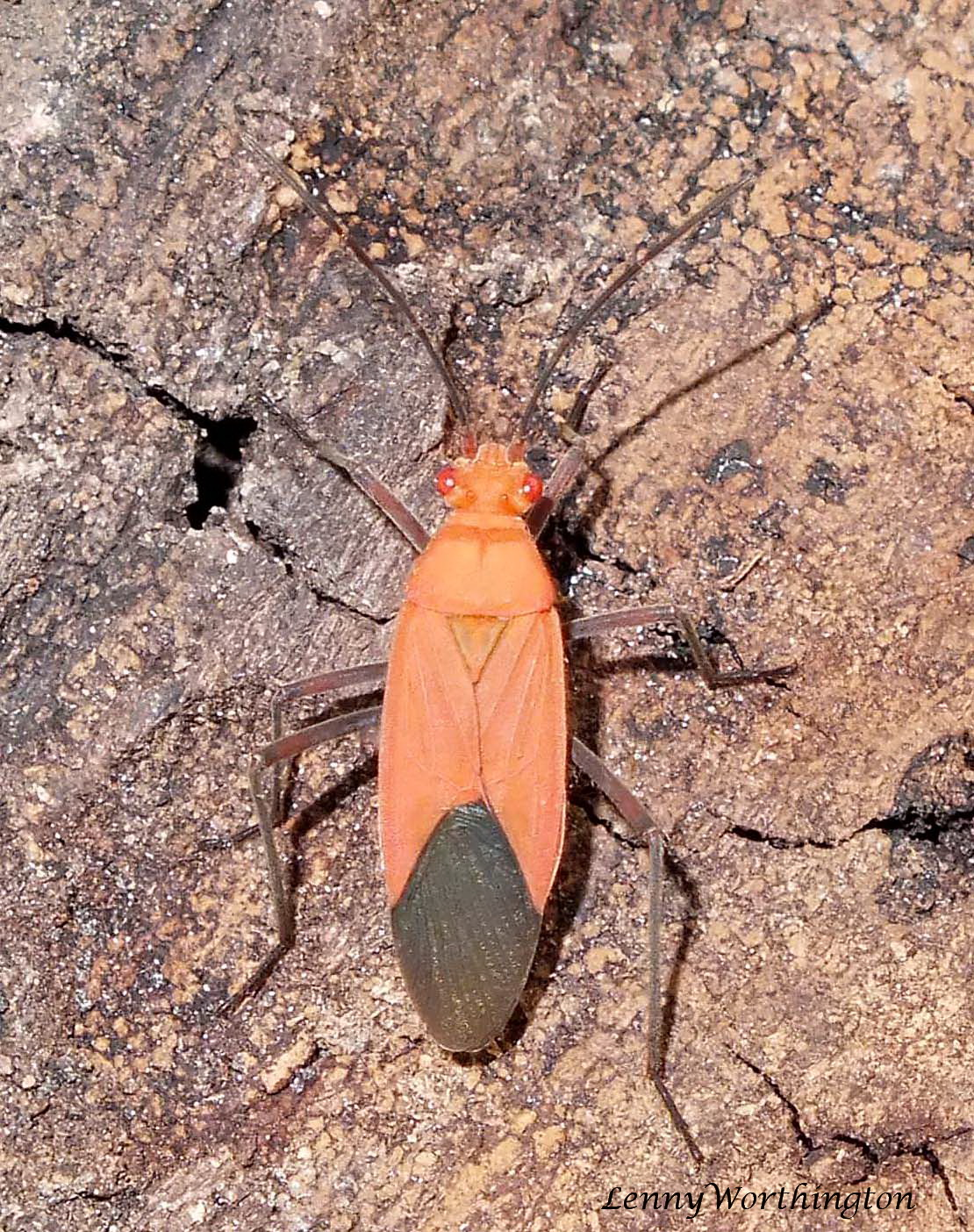
Leptocoris dispar, Thaïlande.
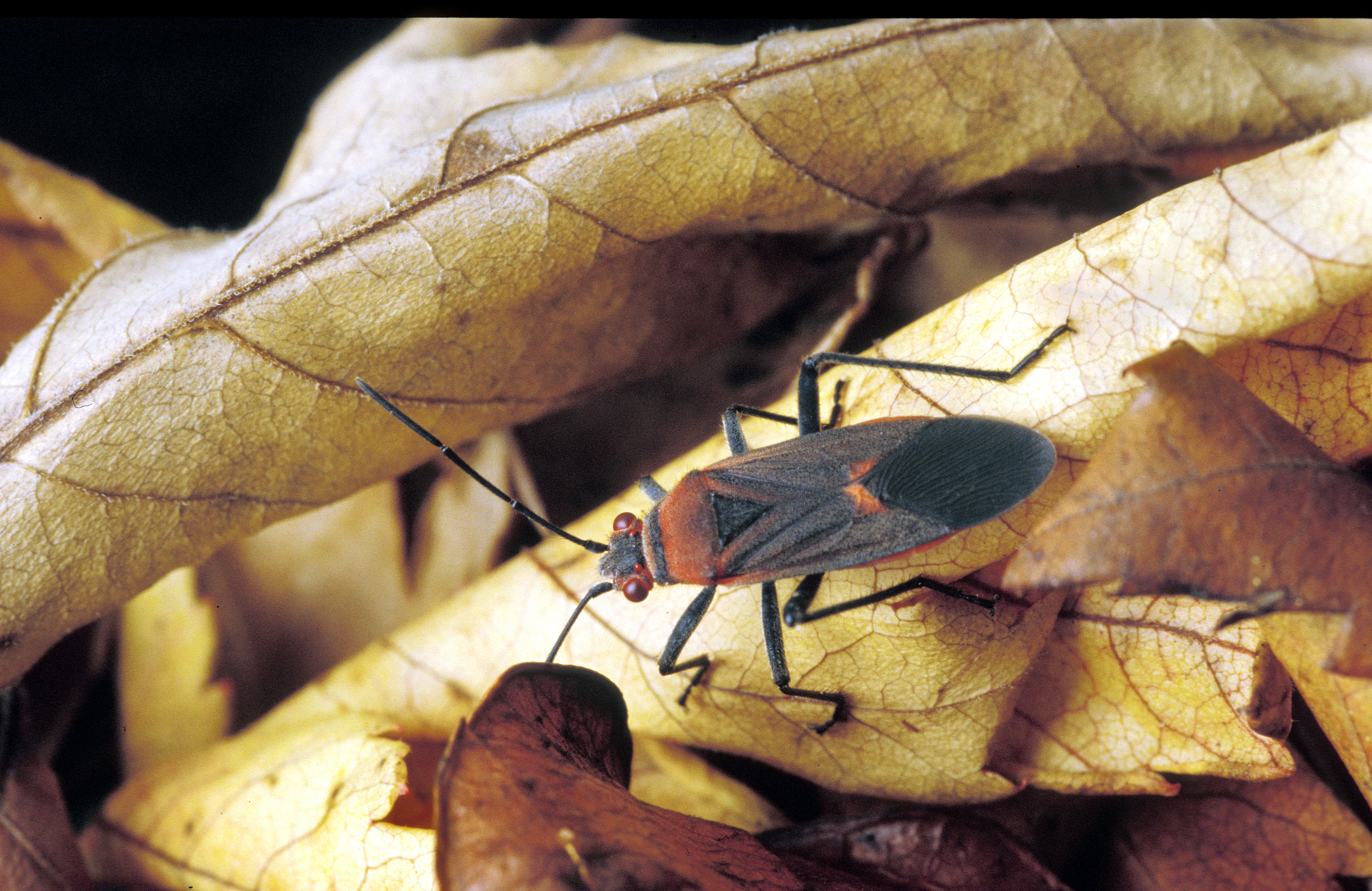
Leptocoris mitellata, Australie.
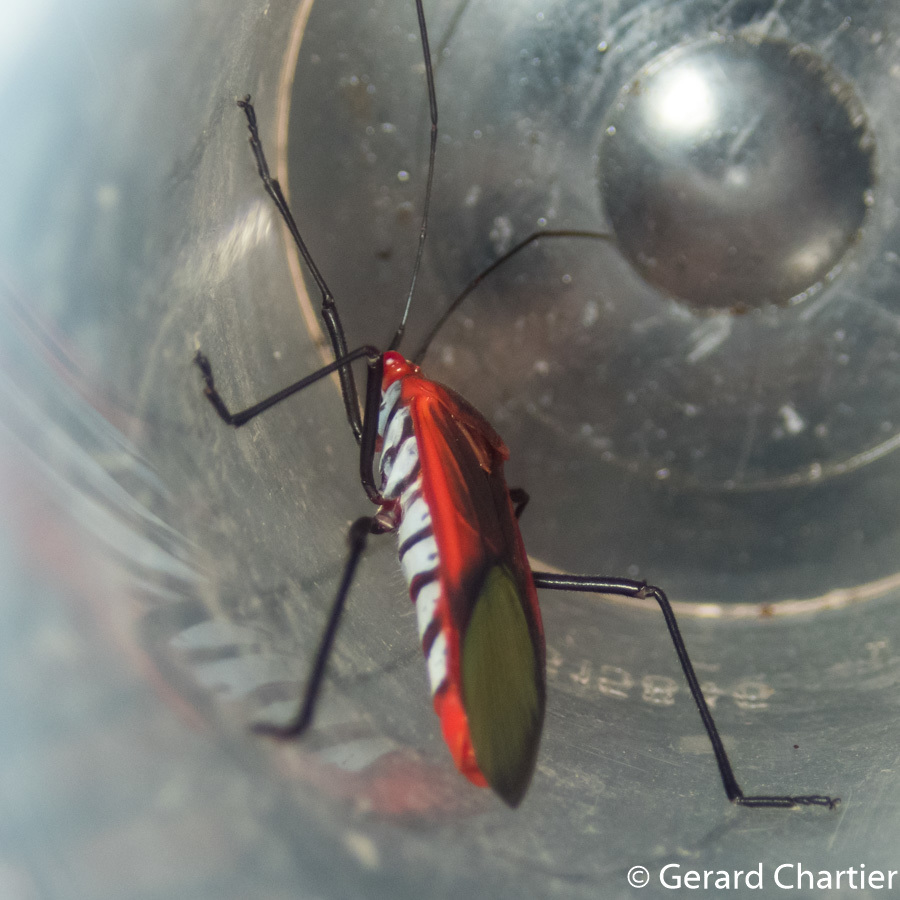
Leptocoris rufomarginatus, Cambodge.
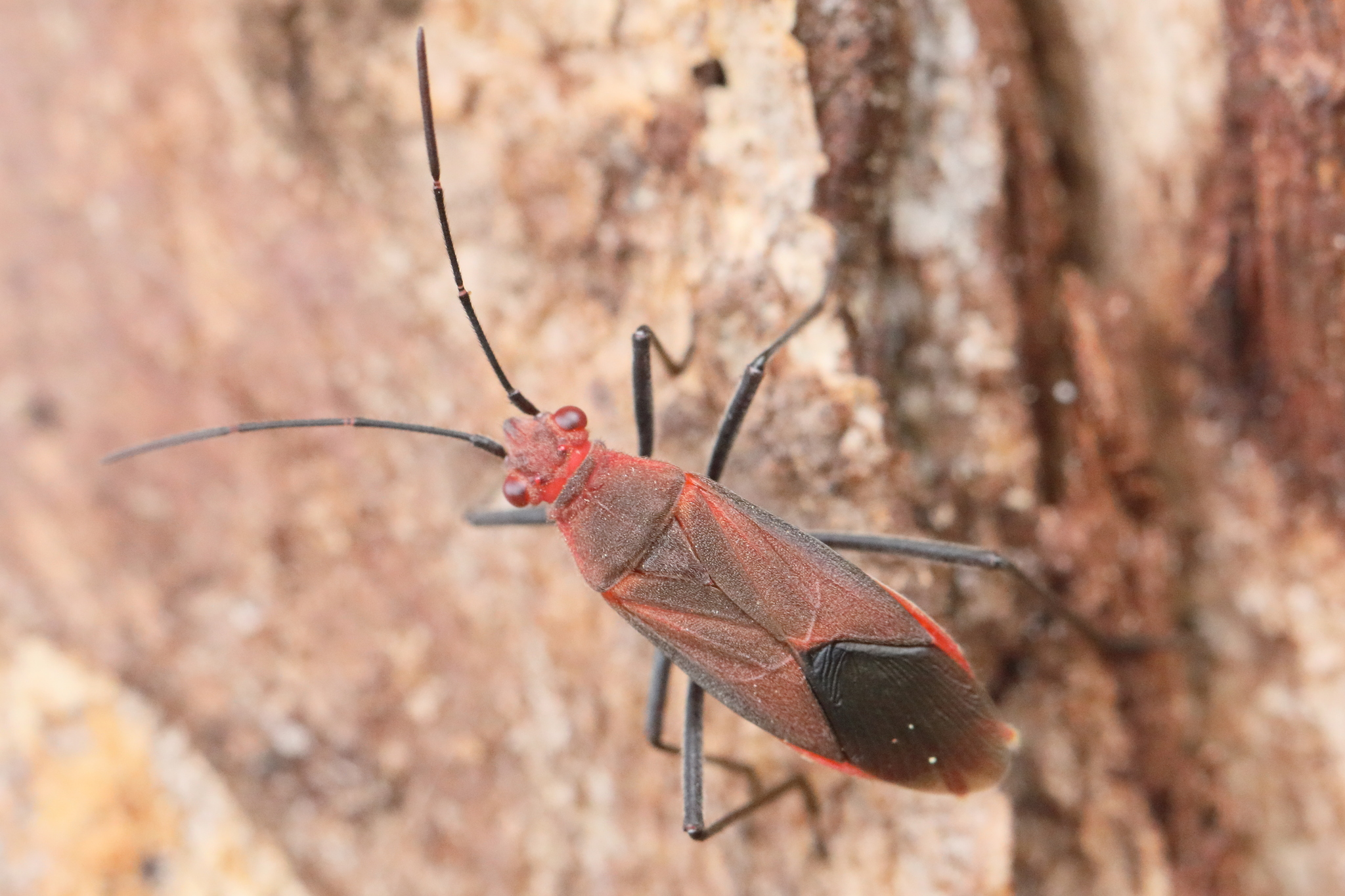
Leptocoris tagalicus, Australie.
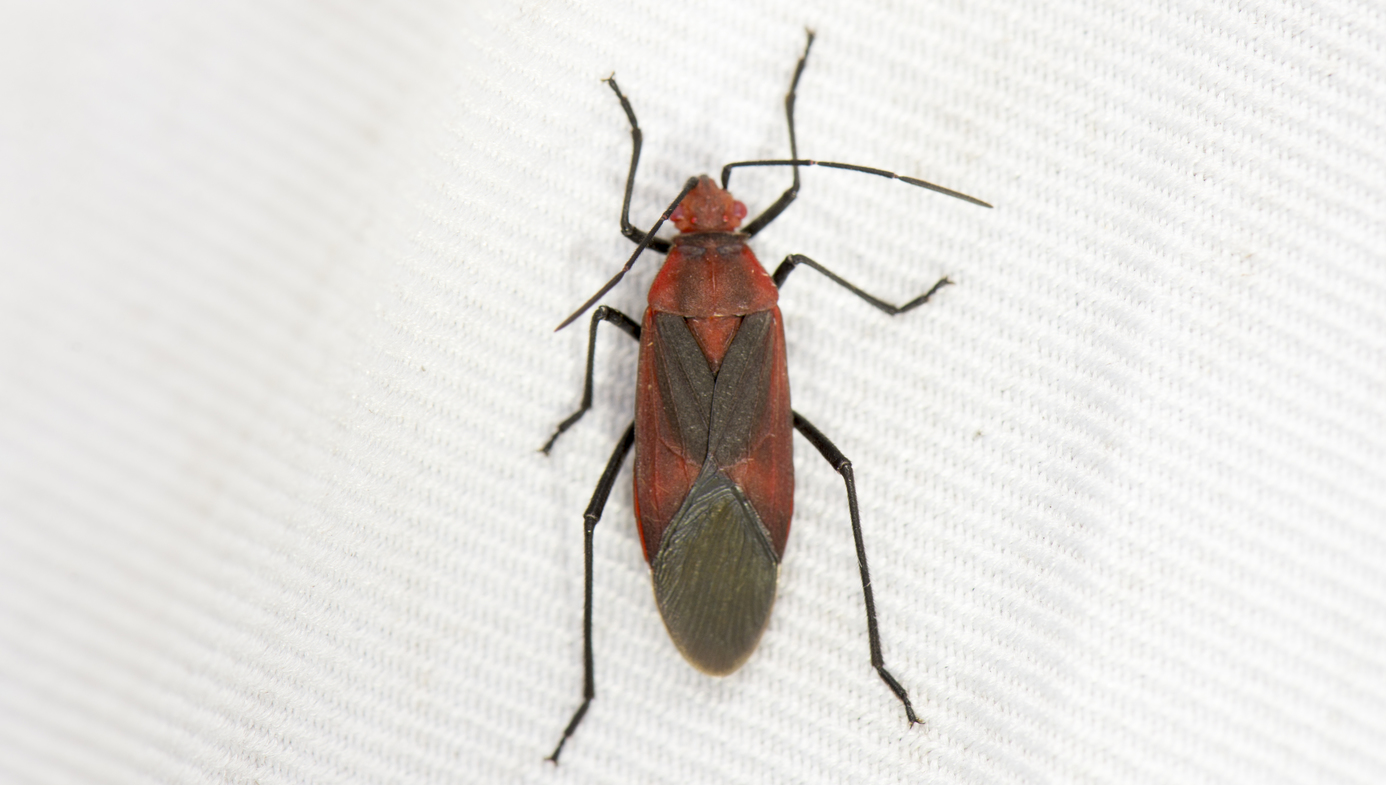
Leptocoris vicinus, Taïwan.
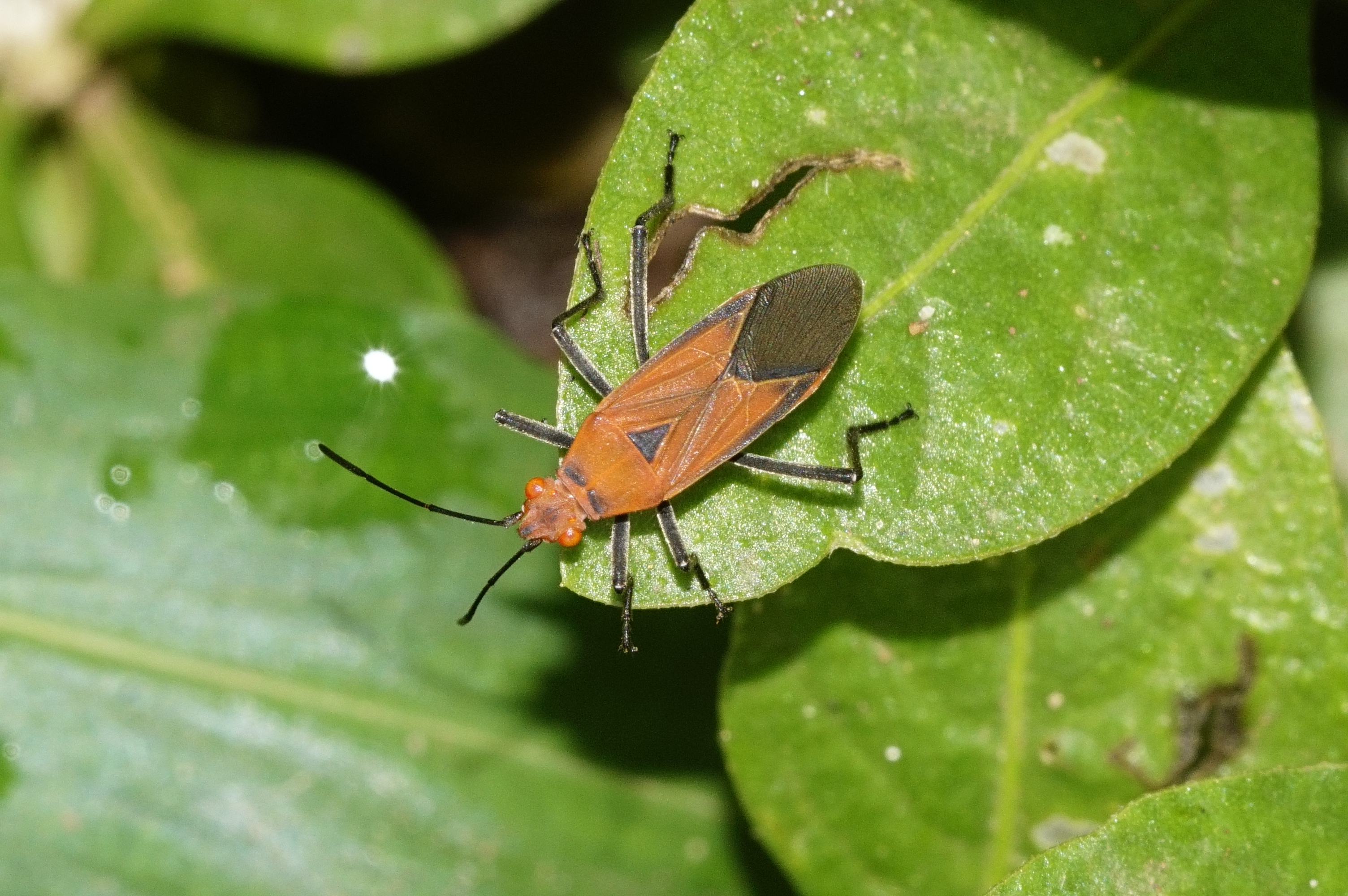
Leptocoris sp. Kerala (Inde).
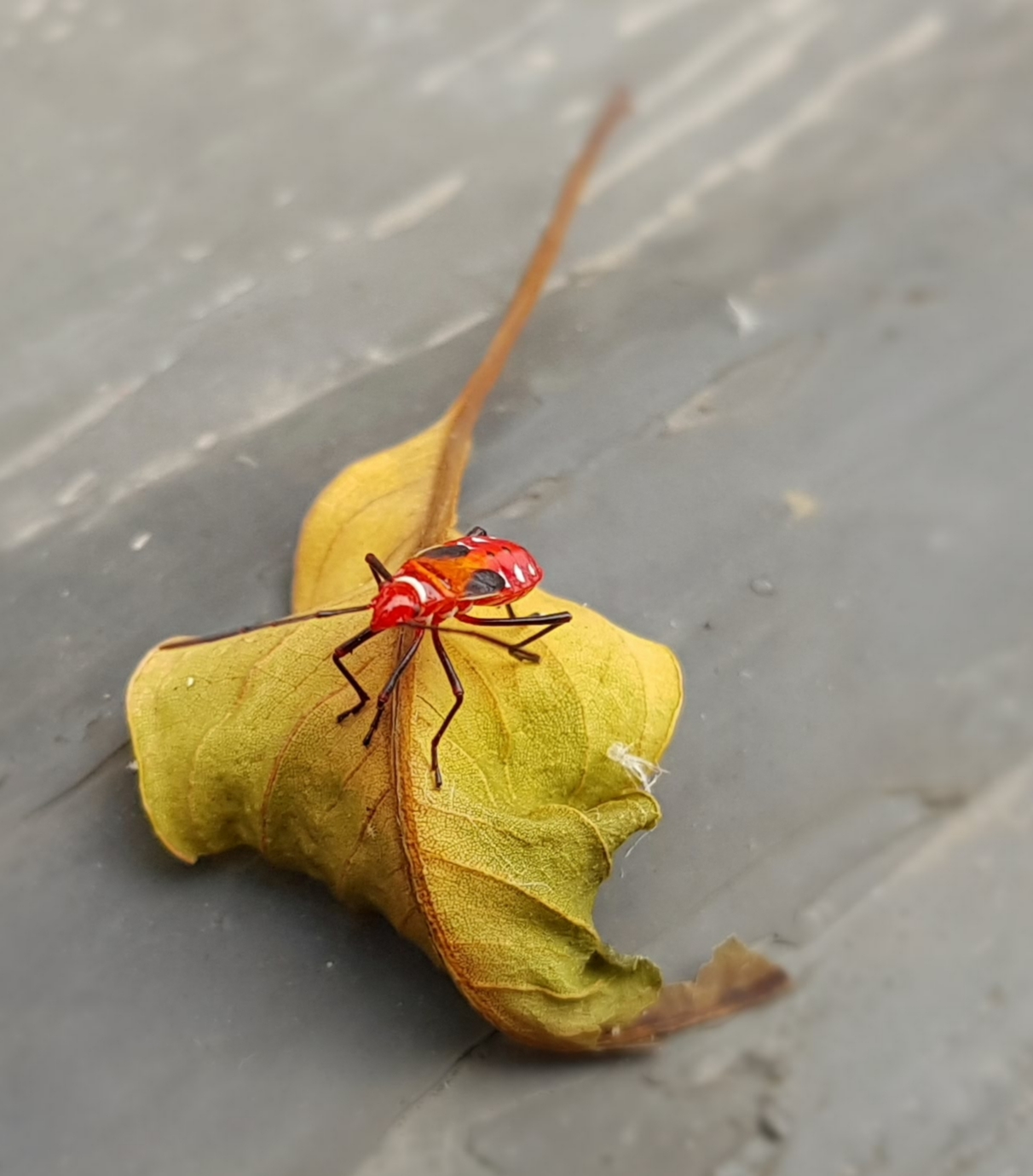
Juvénile de Leptocoris abdominalis en train de se nourrir, Taïwan.